# Варва (река)
Варва (укр. Варва) — левый приток реки Удая, протекающий по Варвинскому району (Черниговская область).

## География
Длина — 25 или 23 км. Площадь водосборного бассейна — 128 км².
Река берёт начало от двух источников севернее села Хортица (Варвинский район). Река течёт на северо-запад. Впадает в реку Удай (на 172-м км от её устья) в пгт Варва (Варвинский район).
Русло слабоизвилистое. У истоков и в среднем течении преесыхает. На реке создано несколько прудов.
Пойма занята лесополосами, заболоченными участками и лугами.

## Притоки
Множество безымянных ручьев и балок (от истока к устью: Ласькова, Мостище, Сухой Яр).

## Населённые пункты
Населённые пункты на реке (от истока к устью):
1. Хортица
2. Гнединцы
3. Варва